# Rabiț
Rabițul este o rețea de sârmă galvanizată, cu ochiurile având dimensiunile de 1 – 4 cm, utilizată în construcții ca suport al tencuielii.
A fost inventat de Carl Rabitz (de unde îi vine și numele) în 1878.